# (10104) Hoburgsgubben
(10104) Hoburgsgubben es un asteroide que forma parte del cinturón de asteroides y fue descubierto por el equipo del Uppsala-ESO Survey of Asteroids and Comets el 2 de marzo de 1992 desde el Observatorio de La Silla, Chile.

## Designación y nombre
Hoburgsgubben recibió al principio la designación de 1992 EY9.
Más adelante, en 2001, se nombró por el farallón de Hoburgsgubben situado en la isla sueca de Gotland.

## Características orbitales
Hoburgsgubben está situado a una distancia media de 2,333 ua del Sol, pudiendo alejarse hasta 2,511 ua y acercarse hasta 2,156 ua. Su excentricidad es 0,07599 y la inclinación orbital 2,614 grados. Emplea 1302 días en completar una órbita alrededor del Sol. El movimiento de Hoburgsgubben sobre el fondo estelar es de 0,2765 grados por día.

## Características físicas
La magnitud absoluta de Hoburgsgubben es 15,8 y el periodo de rotación de 9,4 horas.